# 厄瓜多尔历史
厄瓜多尔的历史将近8000年。不同文化與不同地域交互影响下，逐漸發展成今日的厄瓜多共和国。厄瓜多的历史可以分为以下几个时期：哥伦布前时期，征服时期、殖民时代、独立战争时期、共和国时期。

## 哥伦布前厄瓜多尔
據現今文獻，厄瓜多的歷史可追溯至三千五百年前。當時，沿海地區已有部落散居，並於公元10世紀形成基多-卡拉文化。1463年成為印加帝國領土。

## 西班牙的发现和征服
印加内战期間，西班牙人登陸厄瓜多。法蘭西斯克·皮澤洛领导的征服者获悉冲突和疾病正在摧殘整個帝国，於是趁機征服印加帝國。1532年9月，皮泽洛俘虜印加帝國的皇帝阿塔瓦爾帕，自此淪為西班牙殖民地數百年。1534年与塞巴斯蒂安·德·贝拉尔卡萨尔与迭戈·德·阿爾馬格羅一起在印加第二大首都的废墟上建立了圣弗朗西斯基多，以此来纪念法蘭西斯克·皮泽洛。直到1540年，基多迎来了它的第一个都督将军Gonzalo·皮泽洛，法蘭西斯克的兄弟。

## 西班牙殖民时期
1544年至1563年，厄瓜多尔属于西班牙拉丁美洲的秘鲁总督辖区。1720年后，厄瓜多尔加入新成立的新格拉纳达总督辖区。

## 争取独立和共和国的诞生
1809年8月10日厄瓜多宣佈獨立，但很快被西班牙收復。厄瓜多人奮鬥了十幾年，1822年才徹底擺脫西班牙的統治。1825年加入大哥倫比亞共和國，但此國於1830年解體。

## 厄瓜多尔共和国
1830年厄瓜多爾共和國成立。胡安·何塞·弗洛雷斯，作为共和国的创始人，出生在委内瑞拉。他曾与玻利瓦尔在独立战争时期共同作战。在大哥伦比亚时期，他被玻利瓦尔任命为厄瓜多尔的州长。然而作为一个领袖，他熱衷鞏固自身的權力。
1860年至1895年间厄瓜多尔被保守党統治，1895年至1925年则由自由党掌权。往後厄瓜多尔的政治秩序始終动荡不安、无法步入正轨，文人與軍人政府輪替足足19次。直到1979年，文人政府重新建立統治，才真正確立憲法，並沿用二十多年。
2007年4月15日，举行全民公决，决定成立制宪大会，制订新宪法。